# Loening PA-1
Loening PA-1 (Pursuit-Air cooled – nghĩa là Máy bay tiêm kích dùng động cơ làm mát bằng không khí) là một mẫu thử máy bay tiêm kích của Hoa Kỳ, do Loening Aeronautical Engineering chế tạo.

## Tính năng kỹ chiến thuật
Dữ liệu lấy từ Angelucci, 1987. p. 292.
Đặc điểm tổng quát
- Kíp lái: 1
- Chiều dài: 19 ft 9 in (6.01 m)
- Sải cánh: 28 ft 0 in (8.53 m)
- Chiều cao: 8 ft 8 in (2.64 m)
- Diện tích cánh: 282 ft2 (26.19 m2)
- Trọng lượng rỗng: 1.536 lb (697 kg)
- Trọng lượng có tải: 2.463 lb (1.117 kg)
- Động cơ: 1 × Wright R-1454, 350 hp ( kW) mỗi chiếc

Hiệu suất bay
- Vận tốc cực đại: 130 mph (209 km/h)
- Trần bay: 19.200 ft (5.852 m)
- Vận tốc lên cao: 928 ft/min (4,72 m/s)

Vũ khí trang bị
- 1 × súng máy ,50 in (12,7 mm)
- 300 lb (140 kg) bom